# Kokzidien
Kokzidien (Coccidia bzw. Coccidiasina) sind eine Untergruppe der zu den Apicomplexa gehörenden Conoidasida, die in der Regel intrazellulär parasitisch in höheren Tieren, opportunistisch aber auch in Menschen leben.
Die Kokzidien befallen vorwiegend den Magen-Darm-Trakt und bewirken je nach Befallsstärke Durchfall. Die Erkrankungen durch Kokzidien nennt man Kokzidiosen. Sie kommen bei Haustieren wie Hund, Katze und Kaninchen, aber auch bei Wiederkäuern, Geflügel, Fischen und Reptilien vor. Als Therapie werden sog. Kokzidiostatika verabreicht. Die Krankheit kann nach erfolgreicher Behandlung rasch abheilen. In besonderen Fällen, z. B. bei Jungtieren, kann sie auch tödlich enden.

## Vermehrungszyklus
In einer Wirtszelle, meist des Magen-Darm-Kanals, des Blutes, der Leber oder Niere, vollziehen sie eine ungeschlechtliche Vermehrung in Form einer Schizogonie/Merogonie (Spaltung) durch mehrfache Kernteilungen und zerstören dabei die Zelle. Jeder der sogenannten Merozoiten (bis zu 100 aus einer Elternzelle) befällt anschließend eine neue Zelle und der Vorgang wiederholt sich. Die Form der Teilung ist abhängig vom Parasiten: Toxoplasma gondii teilt sich in einer Form, die Endodyogenie genannt wird, während Eimeria ein Schizogonie/Merogonie-Teilungsmuster aufweist. Bei Sarcocystis wird das Teilungsmuster als Endopolygonie bezeichnet.
Die Zahl der ungeschlechtlichen Vermehrungen ist für jede Kokzidien-Art spezifisch. Im Anschluss an die ungeschlechtliche Vermehrungsphase (Schizogonie) bilden sich Geschlechtszellen (Gametogonie), nämlich große plasmareiche Makrogameten und kleine begeißelte Mikrogameten, und es vollzieht sich eine geschlechtliche Vermehrung. Die befruchtete weibliche Zelle (Zygote) umgibt sich mit einer Hülle (Enzystierung) und wird zur Oozyste. Sie wird mit dem Kot des Wirtes ausgeschieden. In der Außenwelt kommt es zur Reduktionsteilung (Meiose), in der sich einkernige Teilungsprodukte (Sporoblasten) bilden und sich mit Hüllen umgeben, die sogenannten Sporen (Sporogonie). In den Sporen bilden sich unter einer weiteren Teilung (Mitose) die infektiösen Sporozoiten. Bei Sarcocystis vollzieht sich die Sporulation bereits im Wirt, die Oozystenhülle bricht vor verlassen des Darmes auf und Sporozysten werden ausgeschieden.

## Systematik
Coccidia Leuckart, 1879 [Coccidiasina] (Kokzidien)
Die Kokzidien gliedern sich in etwa zwei Untergruppen – in der Taxonomie des National Center for Biotechnology Information (NCBI) gibt es nur eine Untergruppe (Eimeriorina), im Taxonomicon drei (zusätzlich Ixorheida Levine, 1984) (Stand 6. Januar 2025).

### Adeleida (Adeleorina)
Die Gruppe (Ordnung) ist in der Taxonomie des National Center for Biotechnology Information (NCBI) incertae sedis. Gliederung nach dem Taxonomicon:
Adeleida Léger, 1911 [Adeleorina]
- Adeleidae Mesnil, 1903
  - Adelea mit A. ovata
  - Adelina mit A. dimidiata
  - Klossia mit K. helicina
  - Orcheobius
  - Chagasella
  - Ithania
  - Rasajeyna
  - Ganapatiella
  - Gibbsia
- Aggregatidae Labbé, 1899 (unsicher)
  - Aggregata
  - Merocystis
  - Selysina
- Dactylosomatidae Jakowska & Nigrelli, 1955
  - Dactylosoma
  - Babesiosoma
- Haemogregarinidae Neveu-Lemaire, 1901
  - Haemogregarina
  - Cyrilia
  - Desseria
- Hepatozoidae Wenyon, 1926
  - Hepatozoon (polyphyletisch)
- Karyolysidae Wenyon, 1926 (nicht monophyletisch)
  - Karyolysus
  - Hemolivia
- Klossiellidae Smith & Johnson, 1902
  - Klossiella mit K. cobayae
- Legerellidae Minchin, 1903 (unsicher)
  - Legerella

Mikro- und Makrogametozyten legen sich vor Ausbildung der reifen Geschlechtsindividuen aneinander (Synzygie). Die Art Adelea ovata befällt Tausendfüßer, Adelina dimidiata lebt in Hundertfüßern (Skolopender); Klossia helicina lebt im Nierengewebe der Weinbergschnecke (Helix pomatia). Karyolysus-Arten leben in Eidechsen und Schlangen, von Milben übertragen.

### Eimeriida (Eimeriorina)
Innerhalb der Grupe (Ordnung) der Eimeriorina [Eimeriida] gibt es folgende Gliederung:
Eimeriida Léger, 1911 [Eimeriorina] (Details siehe Zielartikel)
- Calyptosporidae Overstreet, Hawkins & Fournie, 1984
- Cryptosporidiidae Leger, 1911 mit Cryptosporidium
- Eimeriidae Minchin, 1903
- Lankesterellidae Nöller, 1920
- Sarcocystidae Poche, 1913 mit Toxoplasma

### Ixorheida
Die sehr kleine Gruppe (Ordnung) ist in der Taxonomie des National Center for Biotechnology Information (NCBI) nicht belegt. Gliederung nach dem Taxonomicon:
Ixorheida Levine, 1984
- Ixorheidae Levine, 1984
  - Ixorheis

### Corallicolida undIchthyocolids
Die Corallicolida sind eine Gruppe (Ordnung) von Korallensymbionten innerhalb der Conoidasida, die nach einer von Anthony M. Bonacolta et al. im Mai/Juni 2024 veröffentlichten Studie zusammen mit den per DNA-Sequenzierung bei Knochenfischen identifizierten und englisch als Ichthyocolids bezeichneten Gruppe eine Schwesterklade der Eimeriorina bilden. Danach gehören beide Gruppen ebenfalls zu den Kokzidien. DNA-Sequenzen von Ichthyocoliden wurden auch in Fische parasitierenden Asseln gefunden, diese und marine Egel stehen im Verdacht, den Parasiten als Vektoren zu dienen.
Corallicolida Kwong et al., 2020 [Apicomplexan-Related Lineage V (ARL-V) oder Genotype-N]
- Corallicolidae Kwong et al., 2020[5] [ehem. Gemmocystidae Upton & Peters, 1986, erweitert[6]] – Näheres siehe dort.

Ichthyocolids [Apicomplexan-Related Lineage VI (ARL-VI)]
- Gensequenzen zu den Ichthyocoliden ohne Familien- oder Gattungszuweisung (mit NCBI-Benbank-Zugriffsnummern)[4]
  - Coccidia sp. AB-2023a [Apicomplexa sp. ABonacolta-2023a] (OR826408, OR822199, OR832858, OR832857)[7]
– Wirt: Ophioblennius macclurei (Schleimfische, vgl. Rotlippen-Schleimfisch)
  - Apicomplexa sp. LPR-2016 clone 77 [Ichthyocolid from Stegastes diencaeus] (KT806398)
– Wirt: Stegastes diencaeus (Riffbarsche)
  - Apicomplexa sp. isolate l34 [Ichthyocolid from Pagrus caeruleostictus] (MF468323)
– Wirt: Pagrus caeruleostictus (Meerbrassen)
  - Apicomplexa sp. isolate l36 [Ichthyocolid from Solea senegalensis] (MF468325)
– Wirt: Solea senegalensis (Seezungen, vgl. Seezunge)
  - Haemogregarina bigemina isolate UK1 [Ichthyocolid from Lipophrys pholis] (MT393799) – reklassifiziert
– Wirt: Lipophrys pholis (Schan, Kammzahnschleimfische)
  - Apicomplexa sp. isolate A/Lindquist15_17 [Ichthyocolid from Gnathia sp.] (MT296587)
– Wirt: Gnathia sp. (Gnathiidea: Asseln, deren Larven Fische parasitieren)
  - Apicomplexa sp. isolate A/Lindquist3_17 [Ichthyocolid from Gnathia sp.] (MT296588)
– Wirt: dito
  - Apicomplexa sp. isolate A/Maho16_17 [Ichthyocolid from Gnathia marleyi] (MT296590)
– Wirt: Gnathia marleyi (Gnathiidea)
  - Ichthyocolid-related environmental sequence from Indian Ocean 'OTU486' – reklassifiziert (von Corallicolida)
– Wirt: cf. Pennatula phosphorea (Seefdern)[8]
  - Ichthyocolid-related environmental sequence from Indian Ocean 'OTU457' – reklassifiziert (von Corallicolida)

Im Gegensatz zu den Corallicoliden haben die Ichthyocoliden ihr Chlorophyll verloren, ein weiterer Beleg für einen unabhängigen Verlust dieses Stoffwechselwegs innerhalb der Apicomplexa.

### Verschiebungen
Die Gruppe Haemosporidia (alias Haemosporida oder Hematozoa) wurde fälschlicherweise lange den Kokzidien zugeordnet, sie sind in der aktuellen Systematik jedoch zur Klasse der Aconoidasida innerhalb der Apicomplexa einzuordnen.
Dies ist eine für Menschen bedeutende Parasitengruppe, zu der der Malaria-Erreger Plasmodium malariae gehört. Plasmodien sind auch der Tropica-Parasit (Plasmodium falciparum) und der Tertianaparasit (Plasmodium vivax). Andere Plasmodien kommen in Affen, Fledermäusen und anderen Säugetieren vor, z. B. Theileria parva (Küstenfieber afrikanischer Rinder).
Die Gattung Leucocytozoon befällt das Blut von Vögeln, die Gattung Cytauxzoon verursacht die Cytauxzoonose bei Katzen (z.  bei Luchsen in den USA und China); diese werden aber nach der NCBI-Taxonomie heute ebenfalls wie die Haemosporidia den Aconoidasida zugeordnet.

## Weiterführende Literatur
- Camille Clerissi, Sébastien Brunet, Jeremie Vidal-Dupiol, Mehdi Adjeroud, Pierre Lepage, Laure Guillou, Jean-Michel Escoubas, Eve Toulza: Protists Within Corals: The Hidden Diversity. In: Frontiers in Microbiology, Band 9, 31. August 2018, Sec. Microbial Symbioses; doi:10.3389/fmicb.2018.02043, ResearchGate:327344918 (englisch).

### Genutzte Literatur
- Alfred Kaestner: Lehrbuch der Speziellen Zoologie; Band I: Wirbellose. Gustav Fischer, Stuttgart 1965, ISBN 3-437-20069-0, S. 85 ff.